# Pitha
La Pitha ((AS)  পিঠা, (BN)  পিঠ, (OR)  ପିଠା piṭha) o Pithe ((BN)  পিঠে piṭhe) è una sorta di pane dolce, servito come spuntino o dessert, facente parte delle cucine bengalesi ed indiane e diffuso in tutta l'Asia meridionale, in particolar modo negli stati di Assam, Orissa, Bengala Occidentale, Bihar, Jharkhand, e tutte le regioni a nordest dell'India. Le pithe sono tipicamente a base di farina di riso, anche se se ne trovano con farina di frumento. Più raramente si trovano pitha a base di farina di palma o di ol, una farina ricavata da una radice commestibile locale.

## Preparazione
Le pithe sono principalmente formate da una pastella di farina di riso o frumento. Una volta formata viene talvolta farcita con altri ingredienti dolci o salati. Quando è ripiena prende il nome di khol (letteralmente "contenitore"), mentre il ripieno viene chiamato pur.
Le pithe salate vengono solitamente farcite con verdure, come il cavolfiore, cavolo, ravanelli o patate, che vengono solitamente fritte, fatte al forno o stufate per poi essere schiacciate e pestate. Una volta fredde le patate vengono lavorate fino a farle prendere la forma di una piccola polpetta, per poi essere inserite dentro la pitha come farcitura.
Le pithe dolci includono invece zucchero, jaggery (un tipo di zucchero locale), datteri o sciroppo di palma. Vengono farcite con noci di cocco, noci di ancardi o pistacchi grattugiati e verdura o frutta candita. Vengono in genere insaporite con l'ulteriore uso di spezie, come il cardamomo o la canfora naturale.
A seconda del tipo di pitha che si sta preparando, essa può essere fritta in olio o nel burro ghee, arrostita lentamente sul fuoco, stufata, o cotta su un piatto caldo.
Le pithe vengono spesso servite durante la colazione o come spuntini assieme al tè, altre volte invece come dolci o dessert o in occasione di feste.

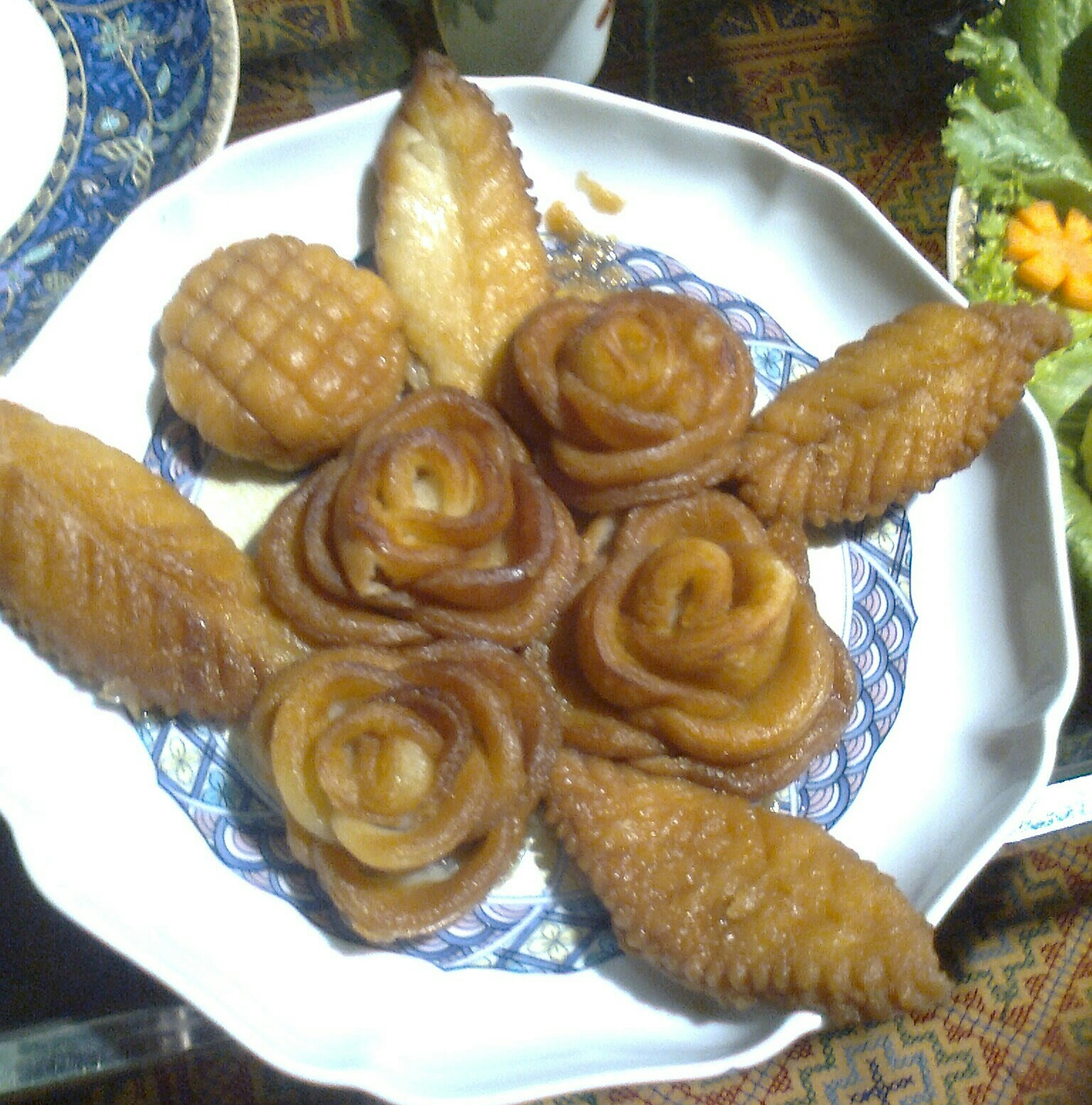
Bengalesi Pitha